# Rotajny
Rotajny – była osada (folwark) w woj. warmińsko-mazurskim, w gminie Miłakowo.
W roku 1973, jako niezamieszkany majątek, Rotajny należały do powiatu morąskiego, gmina Miłakowo, poczta Miłakowo. 
W pobliżu osady zachowało się grodzisko na cyplu na południowym brzegu rzeki Pasłęki. Grodzisko funkcjonowało około XI–XIII wieku. Oprócz dwóch wałów  ziemnych  –  na  majdanie i zewnętrznego  – oraz fosy można domniemywać, że na  szczycie wału majdanu  znajdowała się także konstrukcja drewniana  – palisada  lub ostrokół.
Grodzisko jest lokowane na terenie geodezyjnym wsi Pawełki.
W 1945 roku na grodzisku znajdowało się stanowisko strzeleckie.